# Radio Arkivo
Radio Arkivo is een website waarop radio-uitzendingen en podcasts in het Esperanto gearchiveerd zijn. De uitzendingen zijn ofwel in het Esperanto ofwel in een andere taal over het Esperanto. Er is een mogelijkheid voorzien om in de database met korte beschrijvingen van de uitzendingen te zoeken naar een bepaald woord.

## Geschiedenis
De website is opgericht door Scott Redd in de stad Omaha, staat Nebraska USA met de bedoeling om de bewaarde uitzendingen aan een breder publiek aan te bieden.  De radio-uitzendingen op de korte golf kunnen niet overal goed ontvangen worden en het tijdstip van uitzending is niet voor iedereen gepast.  Door middel van een computer met internetverbinding kunnen de uitzendingen beluisterd worden wanneer de luisteraar zelf wil.
De geluidsfragmenten worden bewaard in MP3-formaat.
Sinds 2004 is de verzameling aangegroeid tot 3395 geluidsbestanden (eind juli 2007).

## Belangrijkste bronnen
Er zijn wereldwijd verschillende radiostations die regelmatig uitzendingen in het Esperanto verzorgen.
De laatste jaren worden er ook steeds meer podcasts via het internet aangeboden.